# Офіцер запасу
«Офіцер запасу» — радянський художній фільм 1971 року, знятий на студії «Молдова-фільм» режисером Юрієм Борецьким.

## Сюжет
Фільм про трудівників молдавського села і про турботи головного героя — офіцера запасу, фронтовика, а нині секретаря райкому партії Кирила Бужора, який рішуче розбирається з десятками проблем, несподіваних подій, і особистих життєвих колотнеч.

## У ролях
- Борис Зайденберг — Бужор, перший секретар райкому партії
- Ірина Акулова — Віоріка
- Світлана Коркошко — Маріка
- Григора Грігоріу — Штефан Барбу, зоотехнік
- Володимир Козел — Цуркан
- Антоніна Максимова — Іоанна Павлівна Євдокимова
- Петро Любешкін — Матвеїч
- Іон Шкуря — Лозован
- Олександр Стародуб — Спатару
- Олег Лачін — коханий Віоріки
- Марія Сагайдак — Анка
- Іон Унгуряну — Ілля Миколайович Маріян
- Віктор Соцкі-Войніческу — епізод
- Павло Винник — епізод
- Віктор Чутак — епізод
- Лев Золотухін — епізод
- Мефодій Апостолов — епізод
- Всеволод Гаврилов — епізод
- Любов Воїнова-Шиканян — епізод
- Лілія Журкіна — епізод
- Світлана Крючкова — епізод

## Знімальна група
- Режисер — Юрій Борецький
- Сценаристи — Микола Гібу, Зінаїда Чиркова
- Оператор — Леонід Проскуров
- Композитор — Едуард Лазарев
- Художник — Антон Матер